# Styloctenium
Styloctenium és un gènere de ratpenats frugívors de la subfamília dels pteropodins que viuen a arxipèlags del sud-est asiàtic.
Conté les dues espècies següents:
- Ratpenat frugívor de Mindoro, Styloctenium mindorensis
- Ratpenat frugívor de Wallace, Styloctenium wallacei